# Princípio da anterioridade
Princípio da anterioridade é um princípio do direito, que pode ter diferentes significados a depender do ramo de direito a que ele se refere.

## Direito Tributário
No Direito Tributário, o princípio da anterioridade expressa a noção de que nenhum tributo será cobrado antes de decorrido um determinado período de tempo.
No Brasil, trata-se de um princípio constitucional, previsto no art. 150, III, "b" e "c" da Constituição Federal. Segundo o dispositivo, não poderá ser cobrado tributo no mesmo exercício financeiro (o que se denomina anterioridade de exercício) e antes de decorridos noventa dias (o que se denomina anterioridade nonagesimal) da publicação da lei que instituiu ou majorou o tributo. A extinção ou redução de tributo, por ser benéfica ao contribuinte, não precisa observar o princípio da anterioridade.
Em regra, ambos os prazos são aplicados de forma cumulativa, prevalecendo o maior. Por exemplo: uma lei institui determinado tributo em 10/11. Segundo a anterioridade de exercício, o tributo poderá ser cobrado em 01/01 do ano seguinte; por outro lado, segundo a anterioridade nonagesimal, o tributo apenas poderia ser cobrado em 08/02. Assim, a última data deve prevalecer na contagem do prazo. 
O princípio da anterioridade não pode ser confundido com o princípio da anualidade. Este princípio, que existiu até a Constituição de 1967, determinava a inclusão dos tributos no orçamento público como condição para que fossem cobrados no ano seguinte.
Contudo, há diversas exceções ao princípio da anterioridade no texto constitucional. Não se aplicam as anterioridades de exercício e nonagesimal ao II, IE, IOF, imposto extraordinário de guerra e ao empréstimo compulsório para atender despesas extraordinárias decorrentes de calamidade pública, guerra externa ou sua iminência. O ICMS-Combustível, CIDE-Combustível, IPI, às contribuições sociais destinadas à seguridade social e na a fixação da base de cálculo do IPTU e IPVA devem observar somente a anterioridade nonagesimal. O IR deve observar somente à anterioridade de exercício. As exceções constitucionais a estes princípios encontram-se sumarizadas abaixo:
| Princípio                                     | Exceções a sua aplicação |
| --------------------------------------------- | --- |
| Anterioridade anual e nonagesimal (noventena) | II; IOF; Imposto extraordinário de guerra; empréstimo compulsório para atender despesas extraordinárias decorrentes de calamidade pública, guerra externa ou sua iminência |
| Anterioridade nonagesimal                     | IPI; contribuições sociais destinadas à seguridade social; ICMS-Combustível; CIDE-Combustível; fixação da base de cálculo do IPTU e IPVA                                   |
| Anterioridade anual                           | Imposto de Renda |

## No Direito Penal
Quando se refere ao Direito Penal, o princípio da anterioridade compõe, com o princípio da legalidade, os chamados "princípios da reserva legal": "Nullum crimen, nulla poena sine praevia lege" - "não há crime sem lei anterior que o defina, nem pena sem prévia cominação legal."
O Princípio da Reserva Legal é decorrente do Princípio da Legalidade, inferindo-se que o Princípio da Legalidade possui abrangência maior que o Princípio da Reserva Legal por ser o primeiro aprofundamento do segundo.
É uma garantia constitucional do direito individual do cidadão perante o poder punitivo do Estado.
Estabelece que o delito e a pena respectiva serão considerados exclusivamente nos termos da lei vigente ao tempo da prática do crime.
Para que uma ação ou omissão seja tida como crime, é preciso que a norma seja anterior ao fato. Por ele, não há crime nem pena sem lei prévia. 
Tem como exceção as situações em que há favorecimento do réu: se lei posterior descaracterizar uma conduta criminosa como tal, ou cominar-lhe pena mais branda, esta será aplicada, e não a vigente ao tempo do fato.
Na legislação brasileira, o princípio da anterioridade penal está previsto no Art.5º, XXXIX da Constituição Federal, e no Art.2º do Código Penal.
jtmds
No direito Civil, quando se trata de Registro de Marcas e Patentes, também se observa o "Princípio da Anterioridade", uma vez que aquele que solicitar antes, tem a a preferência da concessão do registro (Preferência, pois existem outros fatores a serem considerados...)